# Hampsonodes leucographa
Hampsonodes leucographa là một loài bướm đêm trong họ Noctuidae.